# Dipartimento di Chilecito
Chilecito è un dipartimento argentino, situato nella parte centrale della provincia di La Rioja, con capoluogo Chilecito.
Esso confina a nord con il dipartimento di Famatina, a est con quelli di Sanagasta e Capital, a sud con il dipartimento di Independencia e ad ovest con quelli di Coronel Felipe Varela e General Lamadrid.
Secondo il censimento del 2001, su un territorio di 4.846 km², la popolazione ammontava a 42.248 abitanti, con un aumento demografico del 33,63% rispetto al censimento del 1991.
Il dipartimento, come tutti i dipartimenti della provincia, è composto da un unico comune, con sede nella città di Chilecito, e comprensivo di diversi altri centri urbani (localidades o entitades intermedias vecinales in spagnolo), tra cui:
- Anguinán
- Catinzaco
- Colonia Anguinán
- Colonia Catinzaco
- Colonia Malligasta
- Colonia Vichigasta
- Guanchín
- La Mejicanita
- La Puntilla
- Los Sarmientos
- Malligasta
- Miranda
- Nonogasta
- San Miguel
- San Nicolás
- Sañogasta
- Santa Florentina
- Tilimuqui
- Vichigasta